# Złotoryja
Złotoryja (německy Goldberg, latinsky Mons aurea, česky Goltperk) je město v Polsku v Dolnoslezském vojvodství, sídlo správy okresu Złotoryja. Tvoří samostatnou městskou gminu, je též sídlem vesnické gminy Złotoryja, které není součástí. V roce 2023 zde žilo 14 337 obyvatel.

## Geografie
Městem protéká řeka Kačava (Kaczawa).

## Historie
Město dal roku 1211 vysadit slezský kníže Jindřich I. Bradatý podle magdeburského městského práva jako první v Dolním Slezsku. Král Václav II. a po něm i císař Karel IV. (1348) je připojili k Čechám. Ve středověku bylo město centrem těžby zlata, později se zde těžila měď a hlavně čedič.
V 17. století zde studoval Albrecht z Valdštejna. V roce 1915 se v Złotoryji narodil německý astronom Wilhelm Gliese a v roce 1966 polský novinář a spisovatel Mariusz Szczygieł.

## Pamětihodnosti
Starobylé město a jeho připojené obce mají kolem 300 registrovaných památek .
- Kostel Narození Panny Marie – gotická bazilika
- Radnice
- Bývalý františkánský klášter s kostelem sv. Hedviky
- Kostel Sv. Kříže (sv. Mikuláše) – protestantský
- Měšťanské domy ve špalíčku na Staroměstském rynku
- Kašna s delfíny
- Katovna
- Brana górna /Kowalska – věž zvaná Kovářská s bránou a částí městského opevnění ze 14.-16. století
- Druhá hradební věž městského opevnění ze 14. století
- Cmentarz komunalny – městský hřbitov s 15 zděnými hrobkami významných rodin ze 17.- počátku 20. století
- Cmentarz źydowski – židovský hřbitov
- Věž vodárny z 1. poloviny 18. století
- Bývalá kasárna

### Muzeum zlata
A jeho pobočka: bývalý zlatý důl Aurelia

## Zajímavost
- Vladimír Körner do zdejšího vojenského lazaretu situoval svou novelu Anděl milosrdenství (1988), podle které byl roku 1993 natočen stejnojmenný česko-slovenský film.[3]

## Partnerská města
- Bučač, Ukrajina[4]
- Mimoň, Česko[4]
- Pulsnitz, Sasko, Německo[4]
- Westerburg, Porýní-Falc, Německo[4]

## Galerie

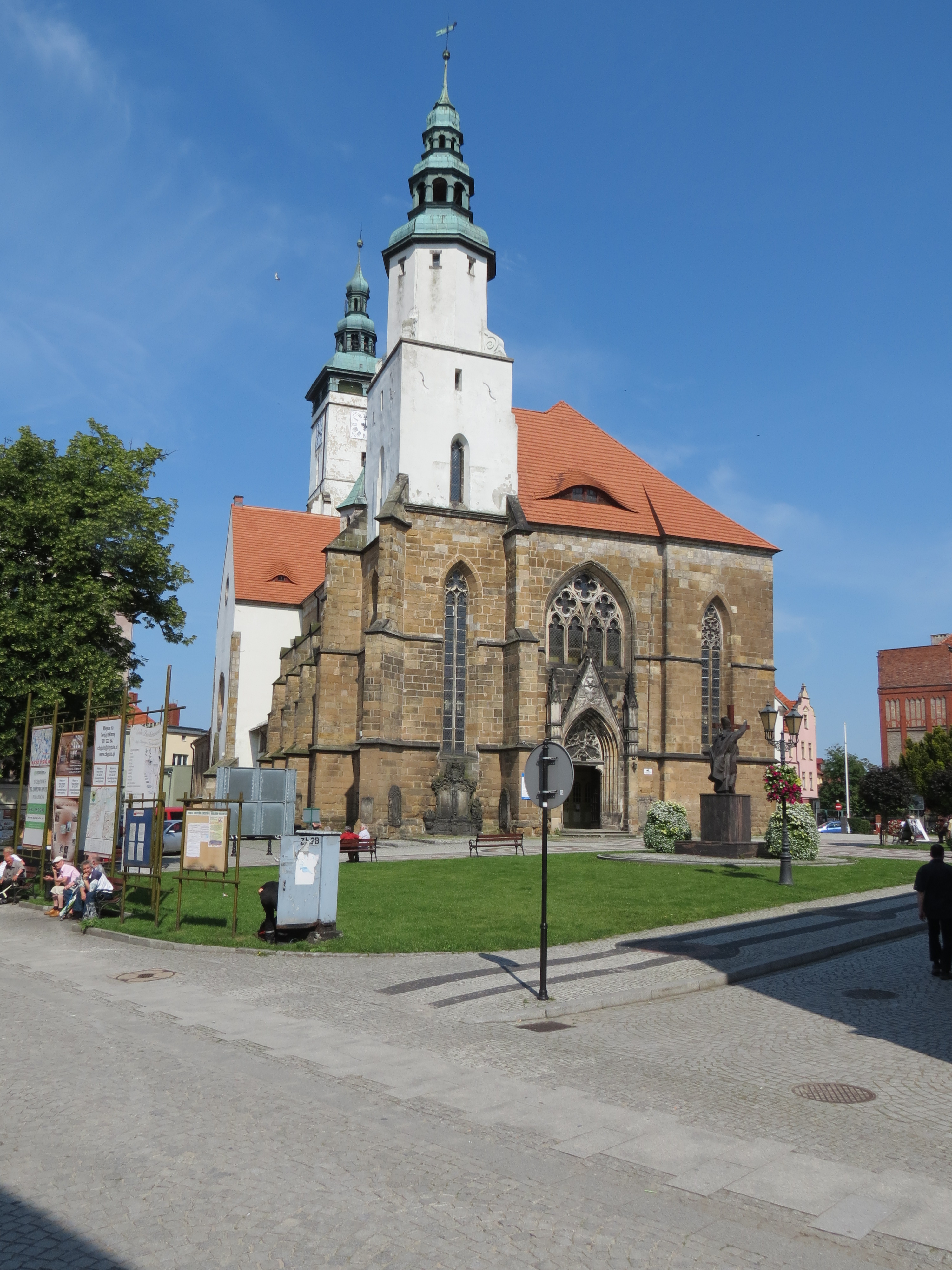
Kostel Narození Panny Marie
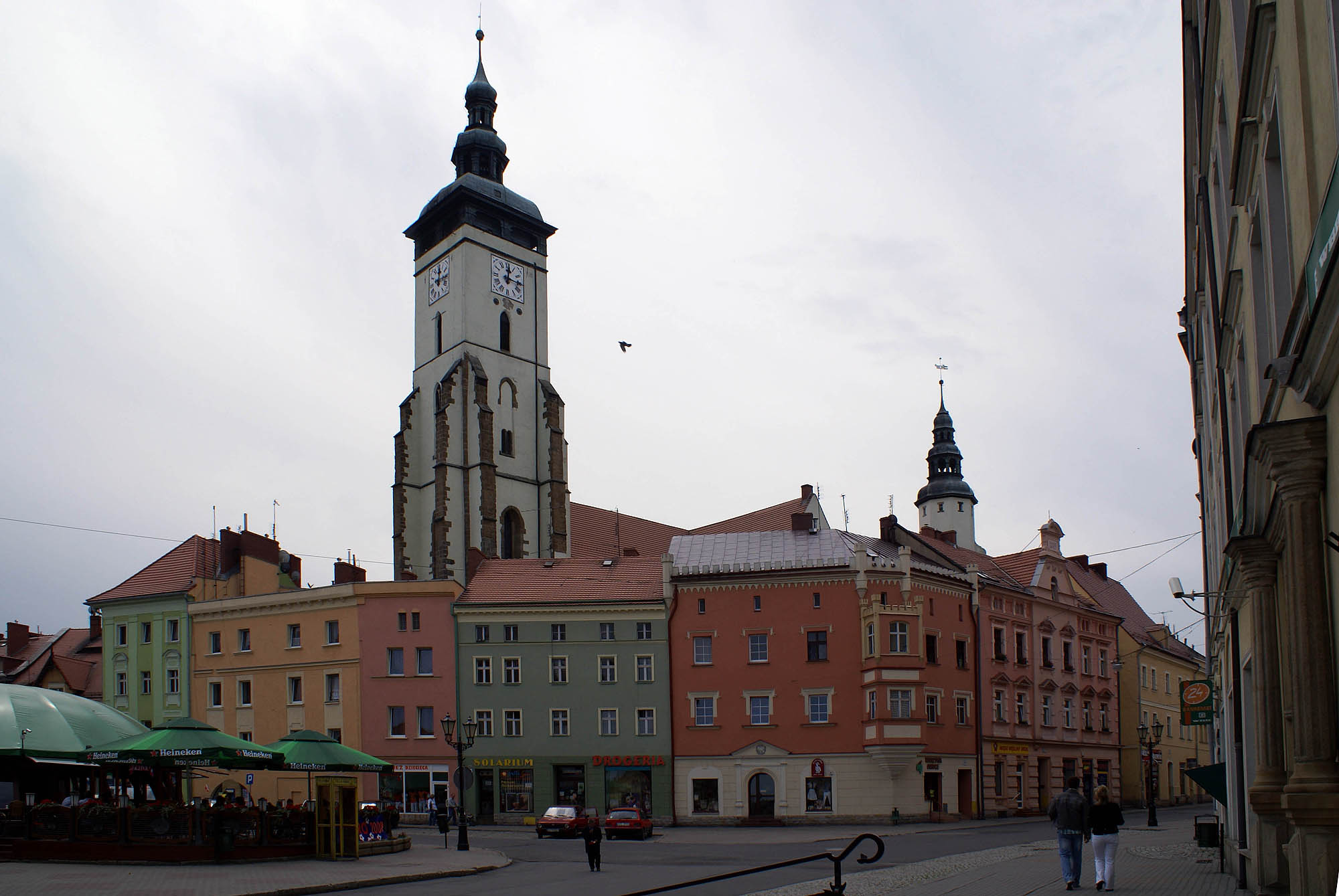
Staré Město: špalíček na Rynku s Mariánským kostelem a radnicí
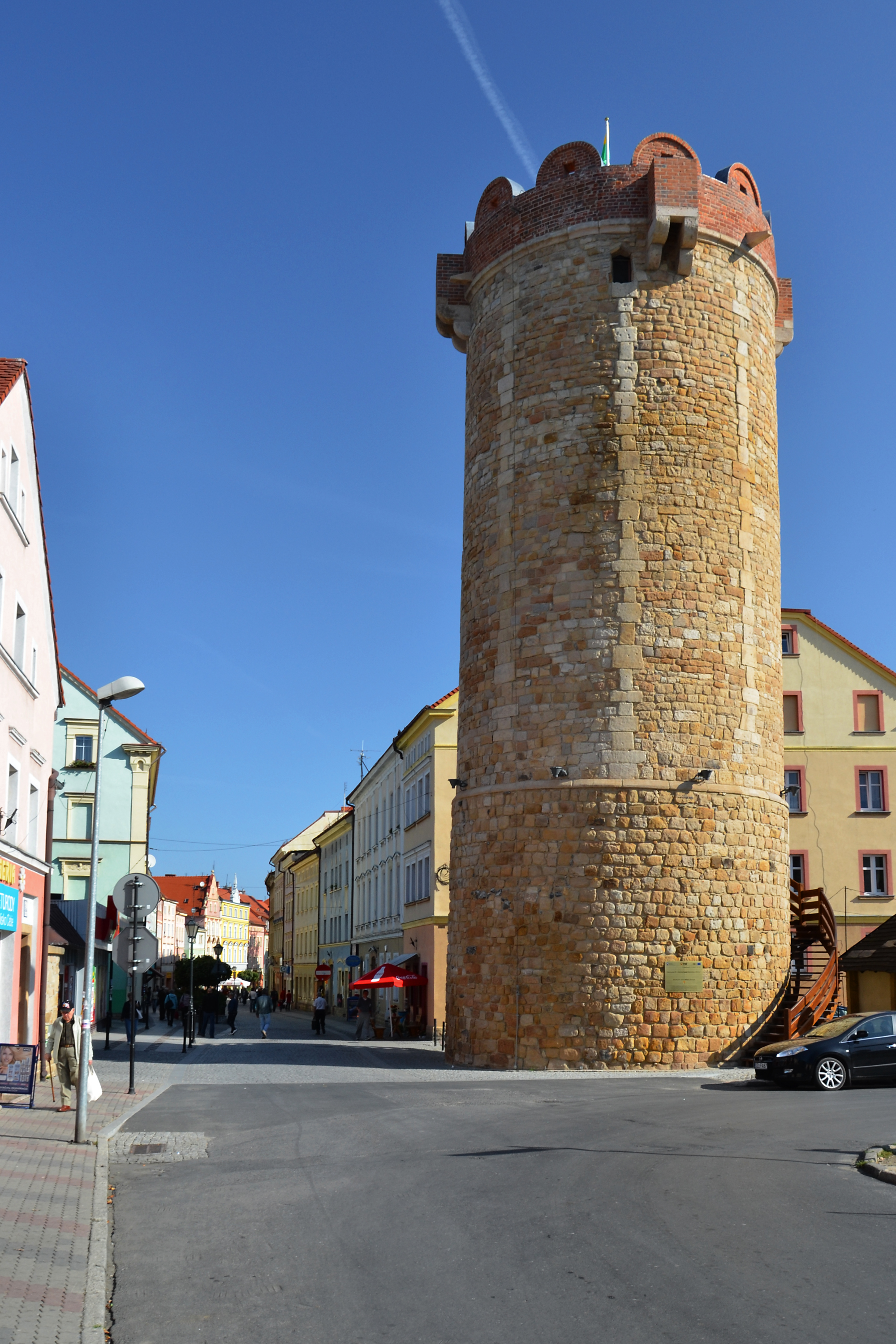
Kovářská věž